# Union des Francophones
Union des Francophones (UF, nederlandsk: Unie van Franstaligen, dansk: Unionen af fransk talende) er en tværpolitisk fællesliste for de fransk talende i den overvejende nederlandsk talende belgiske provins Flamsk Brabant. 
UF samarbejder med fransk talende partier som Mouvement Réformateur, Front Démocratique des Francophones, Centre démocrate humaniste og Parti Socialiste.  
UF er især aktiv i arrondissementet Halle-Vilvoorde, der ligger omkring Bruxelles, der er den overvejende fransktalende hovedstad for Belgien. 
UF står stærkt i kommunalbestyrelserne i nabokommunerne til Bruxelles (Brusselse Rand eller Vlaamse Rand dvs. randkommunerne). Flere borgmestre i randkommunerne kommer fra UF.
UF har fem medlemmer i provinsrådet for Flamsk Brabant og et medlem i delstatsparlamentet for Flandern. 